# Mystic Rhythms
Mystic Rhythms è un brano del gruppo canadese Rush, pubblicato dall'etichetta discografica Mercury Records nel 1985 come singolo discografico, secondo estratto dall'album Power Windows. Nella facciata B è presente Emotion Detector, proveniente dallo stesso album.

## Il disco
Mystic Rhythms
Brano piuttosto anomalo per i Rush, che musicalmente cerca di catturare sensazioni difficili da descrivere con le parole: le tastiere infatti richiamano sonorità orientali, mentre le percussioni elettroniche di Peart producono sonorità esotiche, affini a ritmi africani. Nel testo si fa riferimento all'astrologia e in particolare alla notizia che Ronald Reagan avrebbe rivisto alcuni piani di viaggio in funzione delle rivelazioni fatte da una mistica che la moglie del presidente consultava con regolarità.
Per il brano è stato realizzato un videoclip, diretto da Gerald Casale dei Devo.
Il pezzo è stato utilizzato come sigla d'apertura del programma della NBC 1986.
Mystic Rhythms è stata proposta in concerto durante il Power Windows Tour, il Counterparts Tour, il tour del trentennale, e è documentata negli album dal vivo A Show of Hands e R30: 30th Anniversary World Tour.
Emotion Detector
L'unico pezzo da Power Windows a non esser stato mai proposto in sede live, Emotion Detector parla di sogni infranti e illusioni. 
Secondo Lifeson la realizzazione del brano è stata particolarmente sofferta, dato che la canzone non riusciva a suonare come nelle intenzioni del gruppo. In particolare fu riscritto completamente l'assolo di chitarra.

## Tracce
Il singolo pubblicato per il mercato statunitense contiene le seguenti tracce:
1. Mystic Rhythms - 6:08 (Lee, Lifeson, Peart)
2. Emotion Detector  - 5:10 (Lee, Lifeson, Peart) (lato B)

## Formazione
- Geddy Lee - basso elettrico, voce, tastiere, bass pedals
- Alex Lifeson - chitarra elettrica ed acustica
- Neil Peart - batteria e percussioni acustiche ed elettroniche